# Enne Koops
Enne Koops (8 november 1978 – 15 januari 2023) was een Nederlands historicus, auteur en leraar geschiedenis en maatschappijleer.

## Werk
Koops was redacteur bij de geschiedeniswebsite Historiek en verzorgde een tweewekelijks fotorubriek voor het Nederlands Dagblad. Zijn interesses waren interbellum, de Eerste en Tweede Wereldoorlog, filosofie en recente kerkgeschiedenis. Als leraar was hij verbonden aan het Rietschans College in Ermelo.

## Werken (selectie)
- De dynamiek van een emigratiecultuur (2010)
- De kogel door de kerk. Het Nederlandse christendom en de Eerste Wereldoorlog, Uitgeverij Aspekt (2014)
- Historische verhalen, met Yuri Visser, Historiek (2016)[5]
- Gelderland en de Eerste Wereldoorlog, Uitgeverij Aspekt (2016)
- Een cultuurhistorische zondvloed. De gevolgen van de Eerste Wereldoorlog voor het Nederlandse christendom, Uitgeverij Aspekt